# Casi un caballero
 Casi un caballero es una película española de comedia estrenada el 7 de diciembre de 1964, dirigida por José María Forqué y protagonizada en los papeles principales por Concha Velasco, Alberto Closas, Alfredo Landa y José Luís López Vázquez.
Se trata de una adaptación de la comedia teatral ¿De acuerdo, Susana? del dramaturgo español Carlos Llopis.

## Sinopsis
Un trío de ladrones de baja estofa, encabezado por la inexperta e ingenua Susana, conoce a Alberto, un apuesto ladrón profesional, elegante y eficaz. Tan experto es Alberto que se dedica a sustraer los hurtos a la triste banda de Susana, pero las cosas empiezan a dar un giro cuando entre Alberto y Susana nazca algo parecido al amor.

## Reparto
- Alberto Closas como Alberto.
- Concha Velasco como Susana.
- José Luis López Vázquez como Agustín.
- Alfredo Landa como	Gabriel Mostazo.
- Ana Castor como Cachito.
- Antonio Ferrandis como Director de Ventas Joyería.
- Agustín González como Luciano - el chófer.
- Hugo Pimentel como		Gonzalo.
- Luis Barbero 	Cliente en el Hotel.
- Juan Cazalilla como Recepcionista Hotel.
- Gracita Morales como Guía turística.
- Alfredo Mayo como Eduardo Montalbán - inspector de policía.
- José Villasante